# Leis de descomunização ucranianas
As leis de descomunização ucranianas referem-se a quatro leis criadas na Ucrânia em 2015. Essas leis estão relacionadas à descomunização e à comemoração da história da Ucrânia. Tais leis foram referidas como "leis da memória".
Como resultado da lei que determina a remoção de monumentos da era comunista e a renomeação de locais com nomes de temas comunistas, a toponímia da Ucrânia foi radicalmente alterada e a face de cidades inteiras mudou. Mais de 51.493 ruas, praças e "outras instalações" foram renomeadas. Várias grandes cidades e muitas aldeias foram renomeadas.
As leis levantaram algumas preocupações sobre a liberdade de expressão, bem como preocupações internacionais de honrar algumas organizações e indivíduos que participaram do assassinato em massa de judeus, poloneses e comunistas durante o Holocausto na Ucrânia e massacres em Volhynia.

## Passagem
Para a elaboração das leis, o historiador ucraniano Volodymyr Viatrovych e o político Yuri Shukhevych contribuíram para a elaboração das leis. As leis aprovadas em 9 de abril de 2015 na Verkhovna Rada com apoio esmagador foram promulgadas pelo presidente Petro Poroshenko em 15 de maio daquele ano. Isso deu início a um período de seis meses para a remoção de monumentos comunistas e a renomeação de locais públicos com nomes de temas relacionados ao comunismo. As leis foram publicadas em Holos Ukrayiny em 20 de maio de 2015; isso os fez entrar em vigor oficialmente no dia seguinte.
Em maio de 2017, 46 deputados ucranianos, principalmente da facção Bloco de Oposição, apelaram ao Tribunal Constitucional da Ucrânia para declarar as leis inconstitucionais. Em 16 de julho de 2019, este tribunal confirmou a constitucionalidade das leis.

## Conteúdo
As leis de descomunização são compostas por:
- Lei n. 2558 "Condenando os regimes totalitários comunistas e nacional-socialistas (nazistas) e proibindo a propagação de seus símbolos" - proibindo símbolos nazistas e comunistas e negando publicamente seus crimes. Isso incluiu a remoção de monumentos comunistas e a renomeação de locais públicos que tenham nomes e temas relacionados ao comunismo.[7]
- Lei n. 2538-1 "Sobre o status legal e a homenagem à memória dos combatentes pela independência da Ucrânia no século XX" - elevando várias organizações históricas, incluindo o exército insurgente ucraniano e a organização de nacionalistas ucranianos, ao status oficial e asseguram social benefícios para os membros sobreviventes.[1][2][5]
- Lei n. 2539 "Relembrando a vitória sobre o nazismo na segunda guerra mundial"
- Lei n. 2540 "Sobre o acesso aos arquivos dos órgãos repressivos do regime totalitário comunista de 1917 a 1991" - colocando os arquivos do estado sobre repressão durante o período soviético sob a jurisdição do Instituto Ucraniano de Recordação Nacional.[11]

## Controvérsia
Na Ucrânia e no exterior, alguns estudiosos manifestaram preocupação com a liberdade de expressão e pesquisa com relação às leis acima, emitindo uma carta aberta ao Presidente. Particularmente em relação ao artigo 6 da Lei 2538-1, sobre "Responsabilidade por violar a legislação sobre o status dos combatentes pela independência da Ucrânia no século XX", que estipula que: "Cidadãos da Ucrânia, estrangeiros e apátridas que insultam publicamente as pessoas especificadas no artigo 1 da referida lei prejudicam a realização dos direitos dos combatentes pela independência da Ucrânia no século XX e serão responsabilizadas de acordo com a lei ucraniana" e que: "A negação pública da legitimidade da luta pela independência da Ucrânia no século XX zomba da memória dos combatentes pela independência da Ucrânia no século XX, insulta a dignidade do povo ucraniano e é ilegal”. Os críticos argumentaram que esta lei está tentando "legislar a história" e restringe a liberdade de expressão.
A lei 2538-1 também tem sido controversa no exterior, já que algumas das organizações e indivíduos a serem honrados são reconhecidos como participantes do assassinato em massa de judeus, poloneses e comunistas durante o Holocausto na Ucrânia e massacres em Volhynia . A lei também foi aprovada no dia da visita presidencial da Polônia à Ucrânia e foi descrita pelo político polonês Tomasz Kalita como "um tapa na cara". O ex-primeiro-ministro polonês Leszek Miller declarou em uma entrevista na televisão que a OUN era responsável por assassinatos em massa de poloneses e desafiou a polícia ucraniana a persegui-lo. O político ucraniano e presidente do parlamento ucraniano Volodymyr Groysman, que visitou a Polônia logo depois, afirmou que a lei não se destina a ser anti-polonesa, e sim a ser anti-soviética e anti-nazista.

## Efeitos na Ucrânia

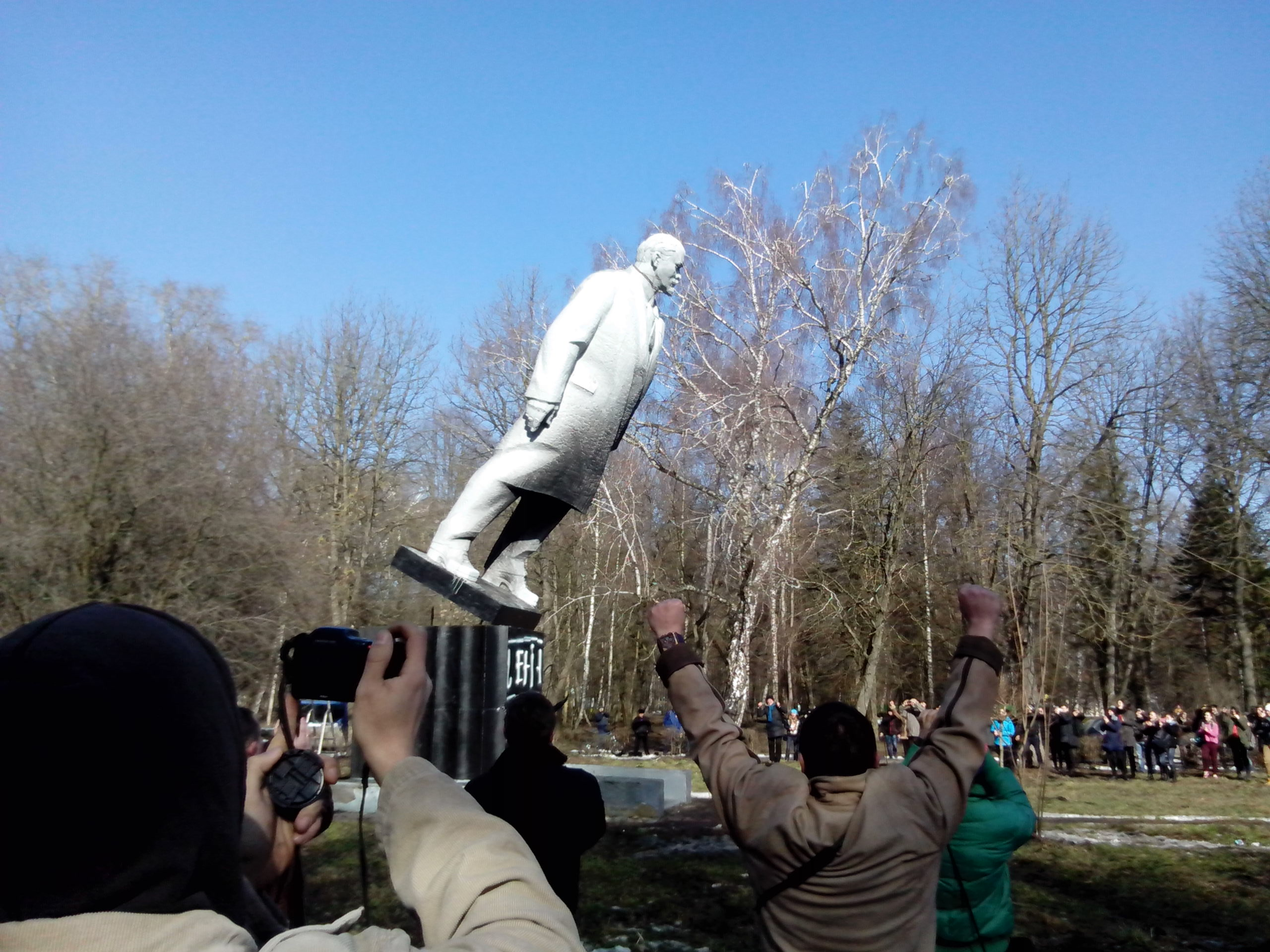
Remoção de um monumento de Lenin em Khmelnytskyi, em 21 de fevereiro de 2014, durante o protesto Euromaidan

Como resultado da lei que determina a remoção de monumentos da era comunista e a renomeação de locais com nomes de temas comunistas, a toponímia da Ucrânia foi radicalmente alterada e a face de cidades inteiras mudou. Ao todo, mais de 51.493 ruas, praças e "outras instalações" foram renomeadas. Em junho de 2016, foram renomeadas 19 ações, 27 distritos urbanos, 29 cidades, 48 assentamentos de tipo urbano, 119 assentamentos rurais e 711 aldeias. A quarta maior cidade foi renomeada de Dnipropetrovsk para Dnipro. Na segunda maior cidade da Ucrânia, Kharkiv, mais de 200 ruas, 5 ações administrativas, 4 parques e 1 estação de metrô foram renomeadas no início de fevereiro de 2016. Em todo o ano de 2016, 51.493 ruas e 987 cidades e vilas foram renomeadas, 25 raions foram renomeadas e 1.320 monumentos de Lenin e 1.069 monumentos de outras figuras comunistas removidos. Em algumas aldeias, as estátuas de Lenin foram transformadas em "figuras históricas não-comunistas" para economizar dinheiro. Duas estátuas de Lenin na Zona de Exclusão de Chernobyl são as únicas duas estátuas restantes de Lenin na Ucrânia.
Em 24 de julho de 2015, o Ministério do Interior ucraniano usou a lei para retirar o Partido Comunista da Ucrânia, o Partido Comunista da Ucrânia (renovado) e o Partido Comunista dos Trabalhadores e Camponeses de seu direito de participar das eleições e declarou que continuava o tribunal ações iniciadas em julho de 2014 para encerrar o registro dos partidos comunistas da Ucrânia. Até 16 de dezembro de 2015, essas três partes foram proibidas na Ucrânia; no entanto, o Partido Comunista da Ucrânia recorreu da proibição; isso resultou na decisão do tribunal de proibir o Partido Comunista da Ucrânia não entrou em vigor. Contudo, a lei de descomunização de abril de 2015 nº 2558 permite ao Ministério da Justiça proibir a participação do Partido Comunista nas eleições. A Comissão Central de Eleições da Ucrânia proibiu a candidatura de Petro Symonenko para a eleição presidencial ucraniana de 2019 devido ao fato de que o estatuto, nome e simbolismo de seu partido, o Partido Comunista da Ucrânia, não cumpria as leis de descomunização de 2015.
No final de março de 2019, ex-membros de unidades armadas da Organização dos Nacionalistas Ucranianos, ex- membros do Exército Insurgente Ucraniano e ex-membros do Exército Revolucionário Popular Polonês/Sich/Ucraniano (e membros da Organização Militar Ucraniana e soldados Sich dos Cárpatos ) receberam oficialmente o status de veteranos. Isso significava que, pela primeira vez, eles poderiam receber benefícios de veteranos, incluindo transporte público gratuito, serviços médicos subsidiados, ajuda monetária anual e descontos em serviços públicos (e gozarão dos mesmos benefícios sociais que os ex-soldados ucranianos Exército Vermelho da União Soviética). (Houve várias tentativas anteriores de fornecer aos ex-combatentes nacionalistas ucranianos o status oficial de veterano, especialmente durante o presidente do governo de 2005-2009 , Viktor Yushenko, mas todos falharam.)
Em 2019, o videogame Mortal Kombat 11 foi banido na Ucrânia.